# Bilje
 Bilje  è un comune della Croazia di 5 480 abitanti della Regione di Osijek e della Baranja.

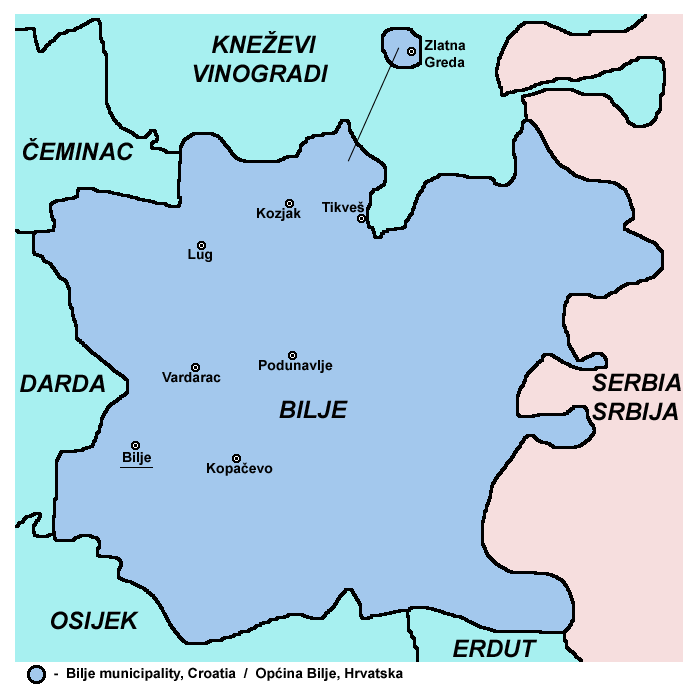